# Sphaeronycteris toxophyllum
Sphaeronycteris toxophyllum (Peters, 1882) è un pipistrello della famiglia dei Fillostomidi, unica specie del genere Sphaeronycteris (Peters, 1882), diffuso nell'America meridionale.

## Descrizione

### Dimensioni
Pipistrello di piccole dimensioni, con la lunghezza della testa e del corpo tra 52 e 63 mm, la lunghezza dell'avambraccio tra 36 e 42 mm, la lunghezza del piede tra 11 e 14 mm, la lunghezza delle orecchie tra 13 e 17 mm e un peso fino a 18 g.

### Caratteristiche craniche e dentarie
Il cranio ha un rostro estremamente accorciato e largo, con le ossa nasali e mascellari rivolte all'insù, con le narici situate alla base del cranio. I margini anteriori delle orbite sono ben sviluppati. I denti sono simili a quelli del genere Ametrida. Gli incisivi interni superiori sono allungati e circa il doppio di quelli più esterni. Il terzo molare superiore è spesso mancante.
Sono caratterizzati dalla seguente formula dentaria:

### Aspetto
La pelliccia è lunga. Le parti dorsali variano dal bruno cannella al marrone scuro, con dei riflessi grigiastri e i singoli peli bianchi nella parte centrale. La parte anteriore del corpo è più chiara. Le parti ventrali variano dal bianco-brunastro al grigiastro. Una macchia bianca è presente su ogni spalla, mentre un'altra è situata sotto ogni orecchio. La faccia è corta e larga, gli occhi sono grandi, sporgenti e bruno-dorati. Sul muso è presente una foglia nasale a forma di U rovesciata connessa ad una escrescenza carnosa posto dietro di essa e che si estende dai due angoli interni degli occhi. Nelle femmine tale formazione è ridotta. Le orecchie sono triangolari, gialle alla base e brunastre in punta. Il trago è sottile, giallo e con due proiezioni laterali. Sui lati della foglia nasale sono presenti tre papille, ognuna supportata da una vibrissa. Lungo il collo è presente una caratteristica piega cutanea, che viene sollevata sul muso quando l'animale è a riposo. Nelle femmine è più piccola. Le membrane alari sono grigio-brunastre scure. È privo di coda mentre l'uropatagio è corto, con il margine libero a forma di V e ricoperto di peli. Il calcar è più corto dell'arto inferiore. Il cariotipo è 2n=28 FN=52.

## Biologia

### Comportamento
Si rifugia tra la vegetazione o nelle cavità del suolo singolarmente o in coppie.

### Alimentazione
Si nutre della polpa della frutta.

### Riproduzione
Una femmina gravida è stata catturata in Bolivia durante il mese di ottobre.

## Distribuzione e habitat
Questa specie è diffusa nell'America meridionale, dalla Colombia centrale e orientale, attraverso il Venezuela, Ecuador e Perù orientali, Brasile occidentale fino alla Bolivia settentrionale.
Vive in foreste sempreverdi tropicali fino a 2.000 metri di altitudine. Si trova anche in habitat secondari. Tollera la presenza umana.

## Conservazione
La IUCN Red List, considerato che questa specie è naturalmente rara e ci sono poche informazioni su di essa, classifica S.toxophyllum come specie con dati insufficienti (DD).